# 大戸藩
大戸藩（おおどはん）は、上野国吾妻郡大戸村（現在の群馬県吾妻郡東吾妻町大戸）を領地として、徳川家康の関東入部時から大坂の陣まで存在したとされる藩。ただし藩主とされる岡成之の系譜や事績も含めて実態がはっきりせず、藩の存在に懐疑的な見解もある。

## 歴史

### 伝えられる事項
天正18年（1590年）、岡成之（岡成定）が大戸において1万石を与えられて成立したとされる。しかし慶長20年/元和元年（1615年）の大坂夏の陣中、岡成之は大坂城内と連絡（通牒）をおこなったため、成之は息子と共に京都の妙顕寺に幽閉され、次いで自刃させられた。このことをもって大戸藩は廃藩となった。

### さまざまな説明
清田黙『徳川加封録・徳川除封録』（『加除封録』。1891年）によれば、岡越前守成定は慶長5年（1600年）11月18日に関ヶ原の役での功績により大戸で1万石を与えられた。しかし、大坂城中との通牒の廉により元和元年（1615年）7月27日に除封され、父子ともに京都の妙顕寺で自刃させられたという。
『群馬県史』（1917年）によれば、岡成之の家系等は不明であるが、越前守に叙せられたという。
『角川日本地名大辞典』は「大戸村」の項目で山崎一・山口武夫共著『吾妻郡城塁史』（西毛新聞社、1972年）の記述を引き、岡氏は豊臣秀吉の命によって当地に入封したものとする。
『藩と城下町の事典』は「大戸藩」の項目において、徳川家康の関東入部に伴い岡成之が大戸で1万石を知行して陣屋を構えて立藩し、その子の家俊が大坂城内と通牒したため、父子共に妙顕寺に幽閉されて自刃し、廃藩になったと説明する。
一方、『群馬県吾妻郡誌』（1929年）によれば、『大戸村誌』などに岡氏の記載はなく 、大戸村は三ノ倉藩（大給松平近正5500石）領のはずであるとして、「大戸藩」の存在に否定的である。『角川日本地名大辞典』は「大戸藩」について「居所や藩領域が不明のため、藩の存立自体に疑問がある」としている。
『日本歴史地名大系 群馬県の地名』では「大戸村」の項目に大戸藩に関する言及がない。

## 領地とされる土地

### 大戸
大戸は、鳥居峠を越えて上野国と信濃国を結ぶ交通路（上州街道。信州街道、草津街道、大戸通りなどとも呼ばれる）の要地である。戦国期には浦野氏が当地を治め、大戸平城に拠った。群馬県教育委員会編纂の『歴史の道調査報告書 信州街道』は大戸藩が所在したとする見解を採り、大戸宿は中世からの城下町であったと記している。
江戸時代、信州街道は中山道の脇往還に位置づけられ、宿場（大戸宿）が置かれた。大戸宿は、飯山藩・須坂藩・松代藩の城米や、北信と吾妻郡を結ぶ物資や旅客（善光寺への参詣客や草津への湯治客など）の往来で賑わい、上州屈指の豪商である加部安左衛門家を生んでいる。また、信州街道を固める大戸関所が置かれた。

## 備考

### 「岡越前守」について
『寛政重修諸家譜』には、大坂の陣に関連して切腹させられた「岡越前守」として、宇喜多秀家の旧臣であった岡家俊の記載がある。岡家俊の知行地については記載がなく、慶長5年（1600年）に徳川家に仕えたという記述も関東入封時に成立したという「大戸藩」とも齟齬するが、参考として付す。
江戸幕府の奥医師を務めた岡家（家俊の子孫の岡寿元（甫庵）が医術をもって幕府に仕えた）からの呈譜によれば、祖先の越前守某（はじめ九郎右衛門）は、慶長5年（1600年）に浮田左京亮・戸川達安・花房正成らとともに宇喜多家を去ったが、のちに徳川家に召し出されて6000石を与えられた。越前守の長男である平内は父から勘当され、「外戚」であった明石全登を頼ってその麾下となり、大坂の陣では大坂方で戦った。元和元年（1615年）の大坂落城後、岡平内は江戸で切腹させられ、これに連座した越前守も7月6日に京都妙顕寺において切腹したとある。
宇喜多秀家の重臣「岡越前守」（確実な史料では実名不明）が、家中騒動により宇喜多家を離れたことについては、宇喜多家についての研究でも跡付けられる。関ヶ原の戦いののち6000石の知行を与えられているが、知行地は備中国川上郡のうち（成羽地域）である。